# Paul Mebes

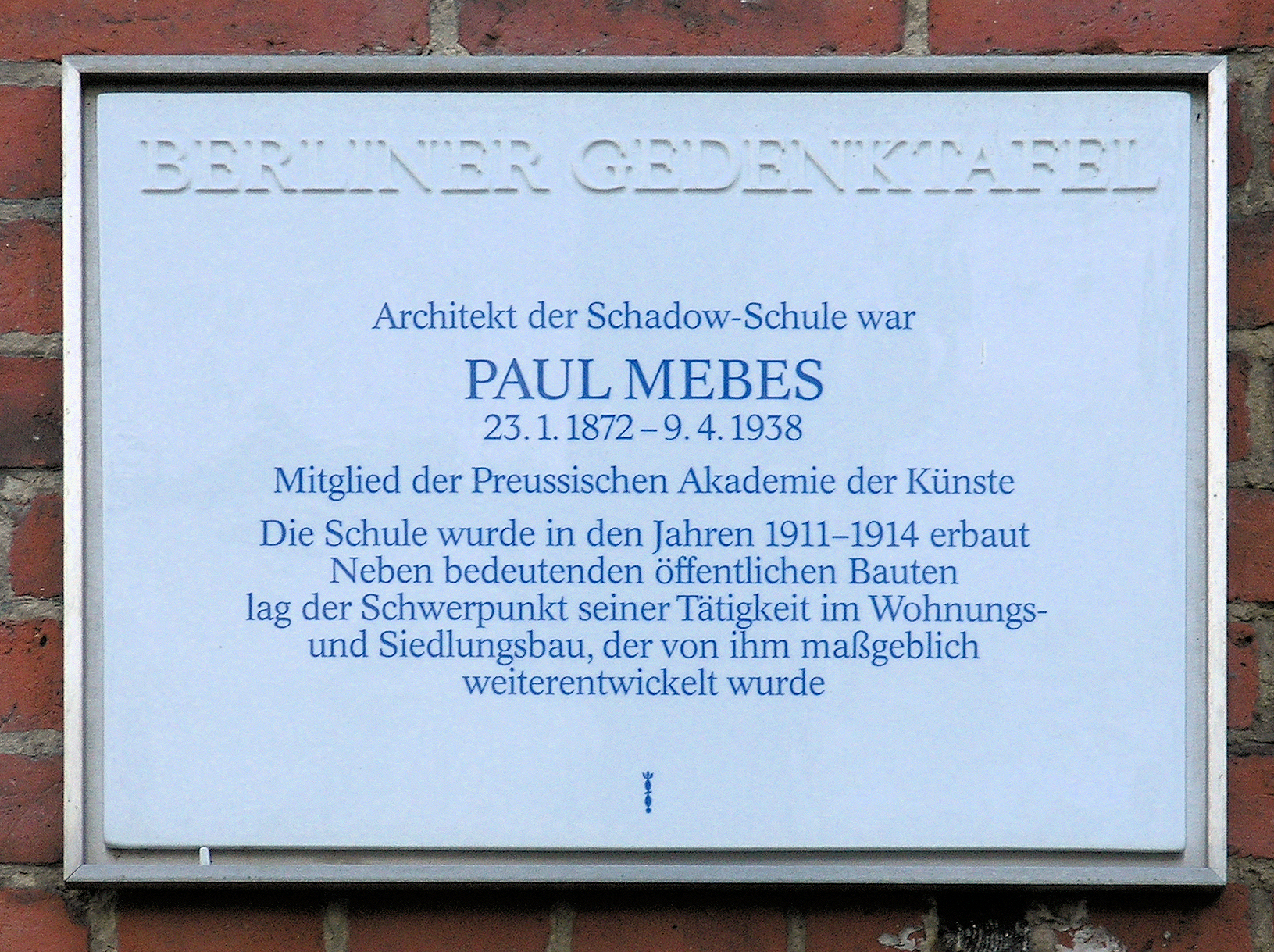
Gedenktafel am Schadow-Gymnasium in Berlin-Zehlendorf

Paul Mebes (* 23. Januar 1872 in Magdeburg; † 9. April 1938 in Berlin; vollständiger Name: Paul Louis Adolf Mebes) war ein deutscher Architekt und Architekturtheoretiker.

## Leben
Mebes absolvierte eine Lehre als Tischler und studierte dann Architektur an der Technischen Hochschule Braunschweig und der Technischen Hochschule (Berlin-)Charlottenburg. Nach dem 2. Staatsexamen arbeitete er zunächst als Regierungsbaumeister (Assessor in der öffentlichen Bauverwaltung).
Ab 1906 (nach anderen Quellen bereits ab 1902) bis 1922 war Mebes für den Beamten-Wohnungs-Verein zu Berlin eGmbH tätig, von 1909 bis 1919 fungierte er nebenamtlich als dessen hochbautechnisches Vorstandsmitglied.
Seit 1903 war Mebes mit Gertrud Dora Julie Hedwig Sophie Emmerich, einer Tochter des Architekten Julius Emmerich, verheiratet. Ab 1911 führte er zusammen mit seinem Schwager Paul Emmerich das Architekturbüro Mebes und Emmerich, das sich hauptsächlich dem Siedlungsbau widmete. Aus diesem Büro stammen aber auch Entwürfe für andere Bauten, darunter Schulen und Verwaltungsgebäude.
Am 19. November 1920 wurde ihm von der Technischen Hochschule Braunschweig auf Vorschlag der Abteilung für Architektur die Ehrendoktorwürde (Dr.-Ing. E. h.) verliehen. Auch nach seinem Ausscheiden aus dem Beamten-Wohnungs-Verein prägte er Berlin durch die Planung und Errichtung bedeutender Großsiedlungen für gemeinnützige Wohnungsbaugesellschaften. Beispiele sind die Siedlung am Heidehof in Zehlendorf, die Friedrich-Ebert-Siedlung im Wedding, die Spreesiedlung in Oberschöneweide, Teile des Kissingenviertels in Pankow oder die Siedlung Rauchlose Stadt in Steglitz. Zum Erfolg von Mebes trugen nicht nur seine Fähigkeiten als Architekt bei, sondern auch die als Organisator, der große Bauvorhaben – oft zusammen mit anderen Architekten – zur Zufriedenheit der Bauherren und aller Beteiligten abschließen konnte.

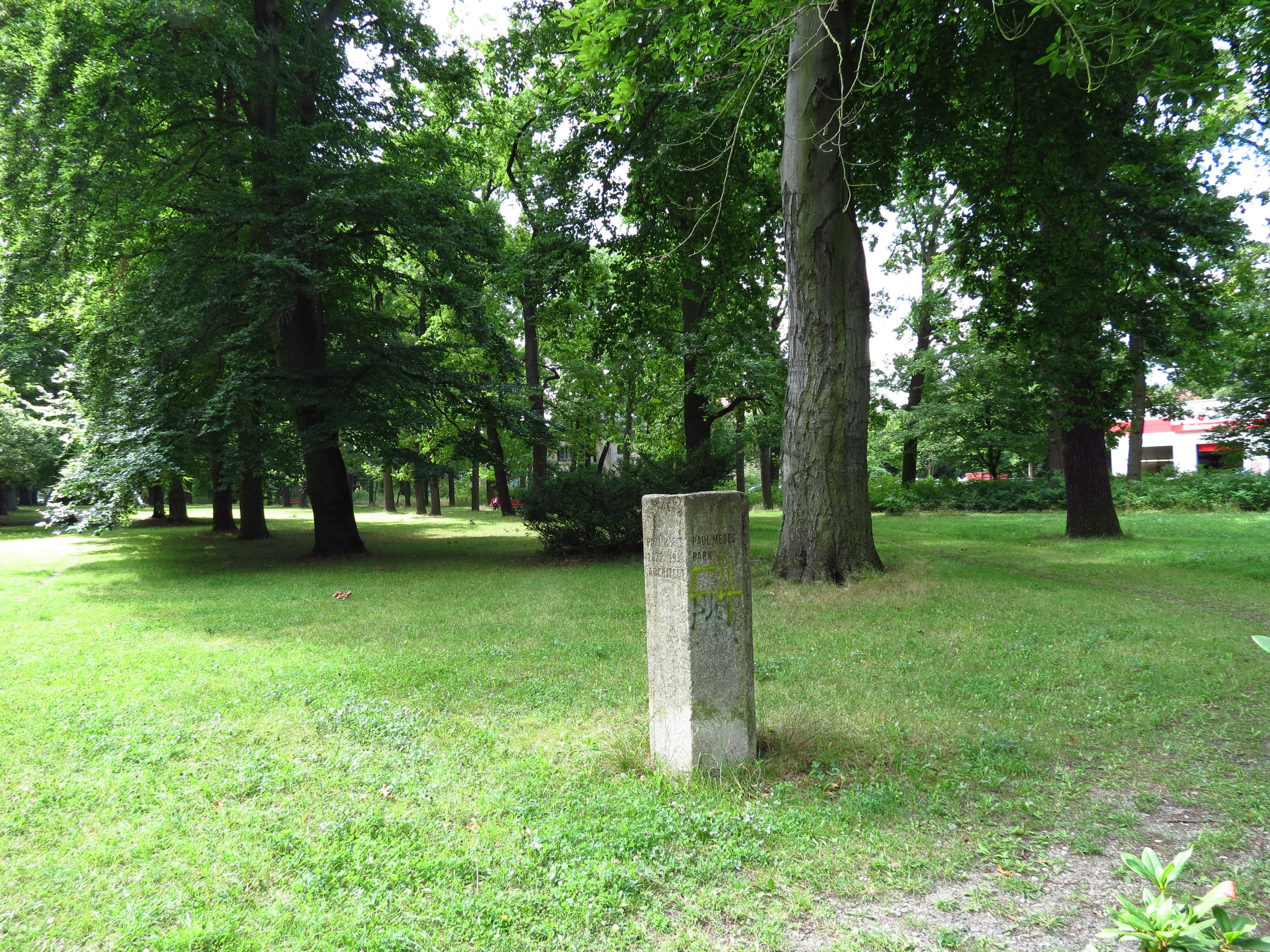
Gedenkstein im Paul-Mebes-Park in Berlin-Zehlendorf

Im Jahr 1931 wurde Mebes Mitglied der Preußischen Akademie der Künste, nach der Machtergreifung der Nationalsozialisten wurde er am 15. Mai 1933 wieder ausgeschlossen. Mebes reagierte auf die Machtergreifung mit seinem Rückzug aus öffentlichen Ämtern und einer starken Verkleinerung seines Architekturbüros.
Allerdings blieben Mebes und Emmerich auch nach 1933 gut beschäftigt, z. B. bei größeren Wohnanlagen der Gewobag in der Reichsforschungssiedlung Haselhorst (1931–35), der Flußpferdhofsiedlung in Hohenschönhausen (1932–34) sowie Rüstungsfacharbeiter-Wohnbaublöcken in Tegel-Süd (1936–38).
Paul Mebes starb 1938 im Alter von 66 Jahren in Berlin. Sein Grab befindet sich auf dem Friedhof Zehlendorf. Auf Beschluss des Berliner Senats ist die letzte Ruhestätte von Paul Mebes (Grablage: 22 U 400) seit 1978 als Ehrengrab des Landes Berlin gewidmet. Die Widmung wurde zuletzt im Jahr 2021 um die übliche Frist von zwanzig Jahren verlängert.

## Auszeichnungen & Ehrungen
Am 10. August 1931 wurde Paul Mebes zum ordentlichen Mitglied der Preußischen Akademie der Künste gewählt.
Zu seinen Ehren wurde der Paul-Mebes-Park an der Ecke Potsdamer Straße / Fischer-Dieskau-Weg in Berlin-Zehlendorf benannt.

## Galerie

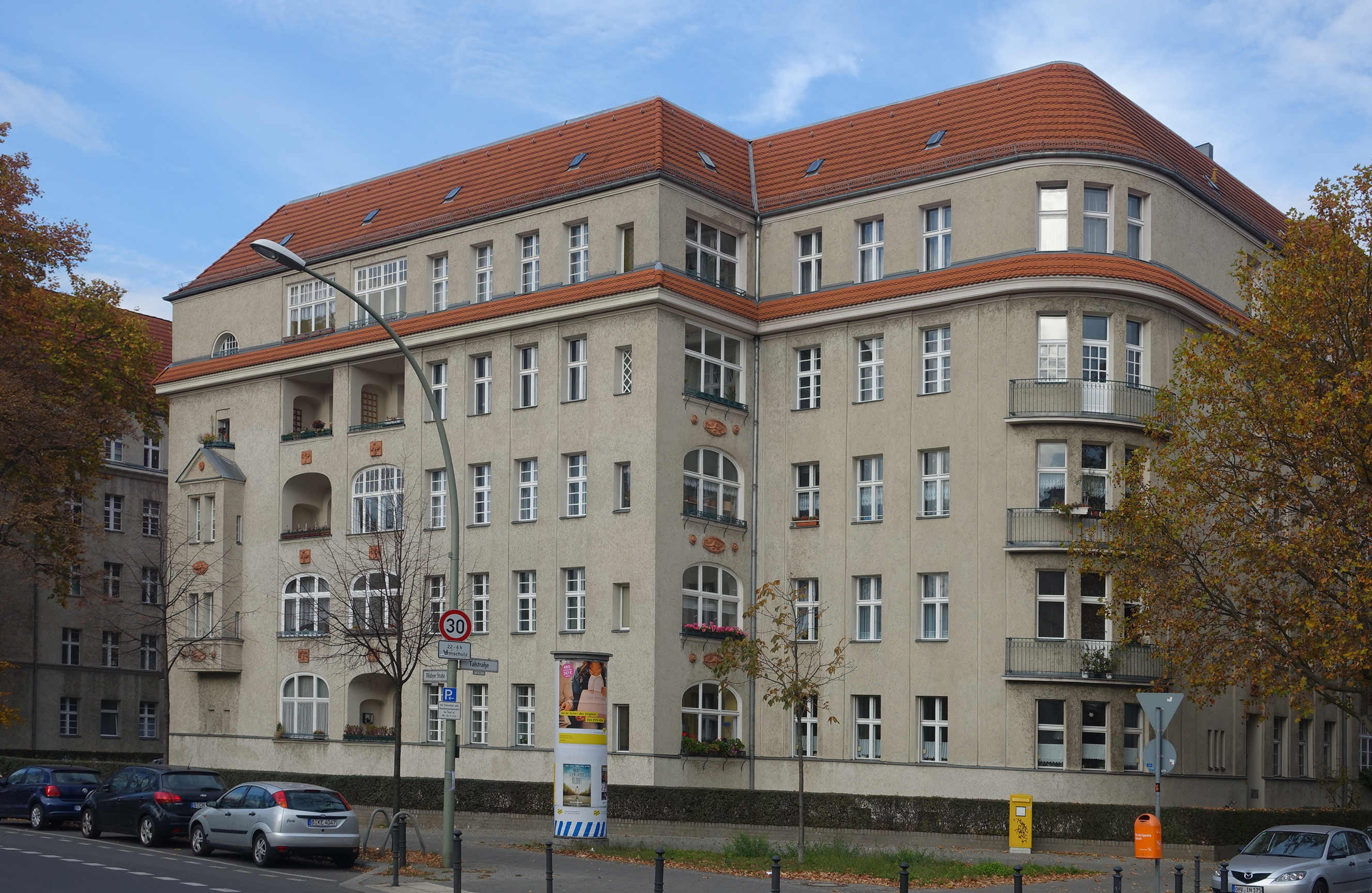
Wisbyer Straße 41–44A in Berlin-Pankow (1909–1910)
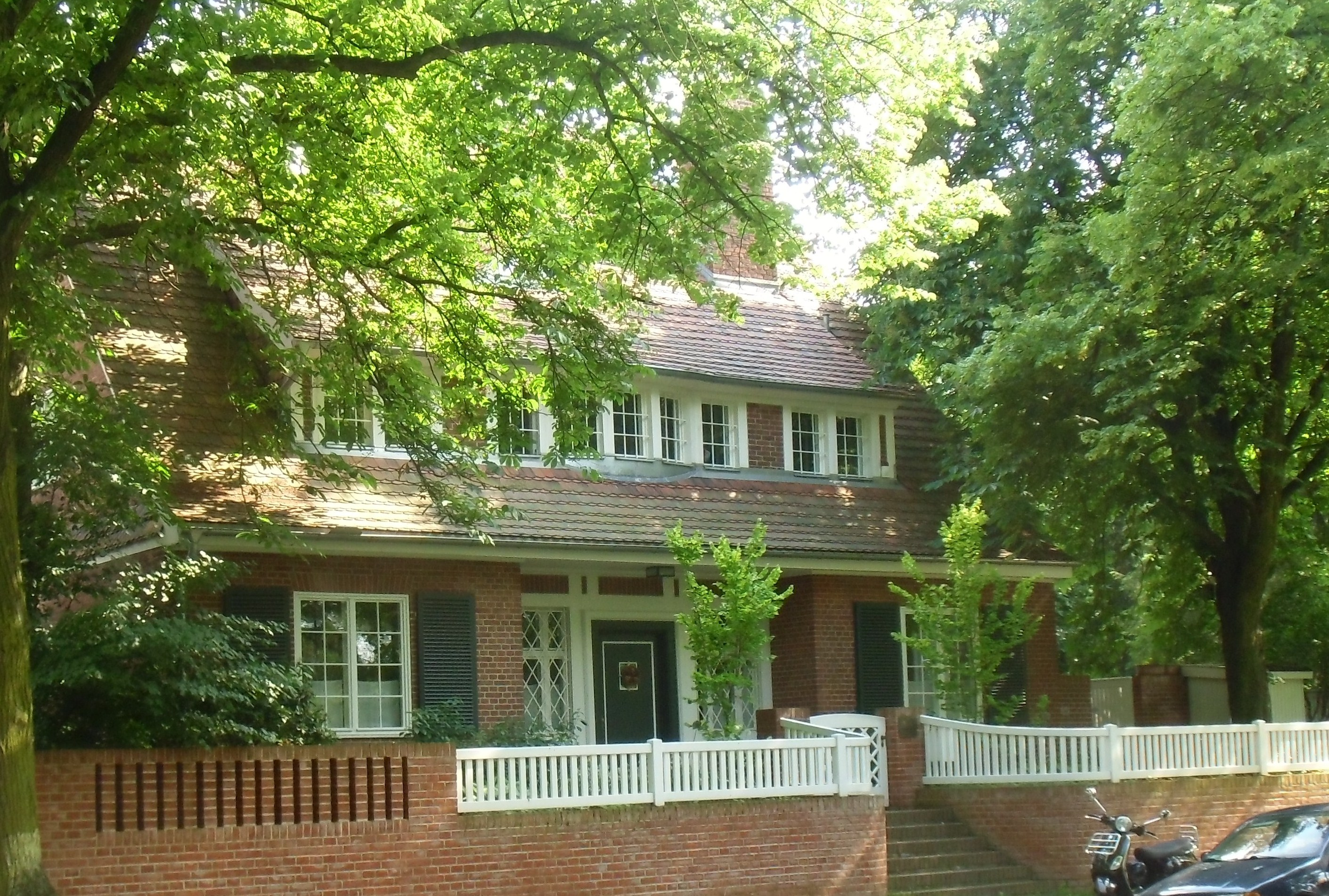
Wohnhaus in Berlin-Zehlendorf (1911)
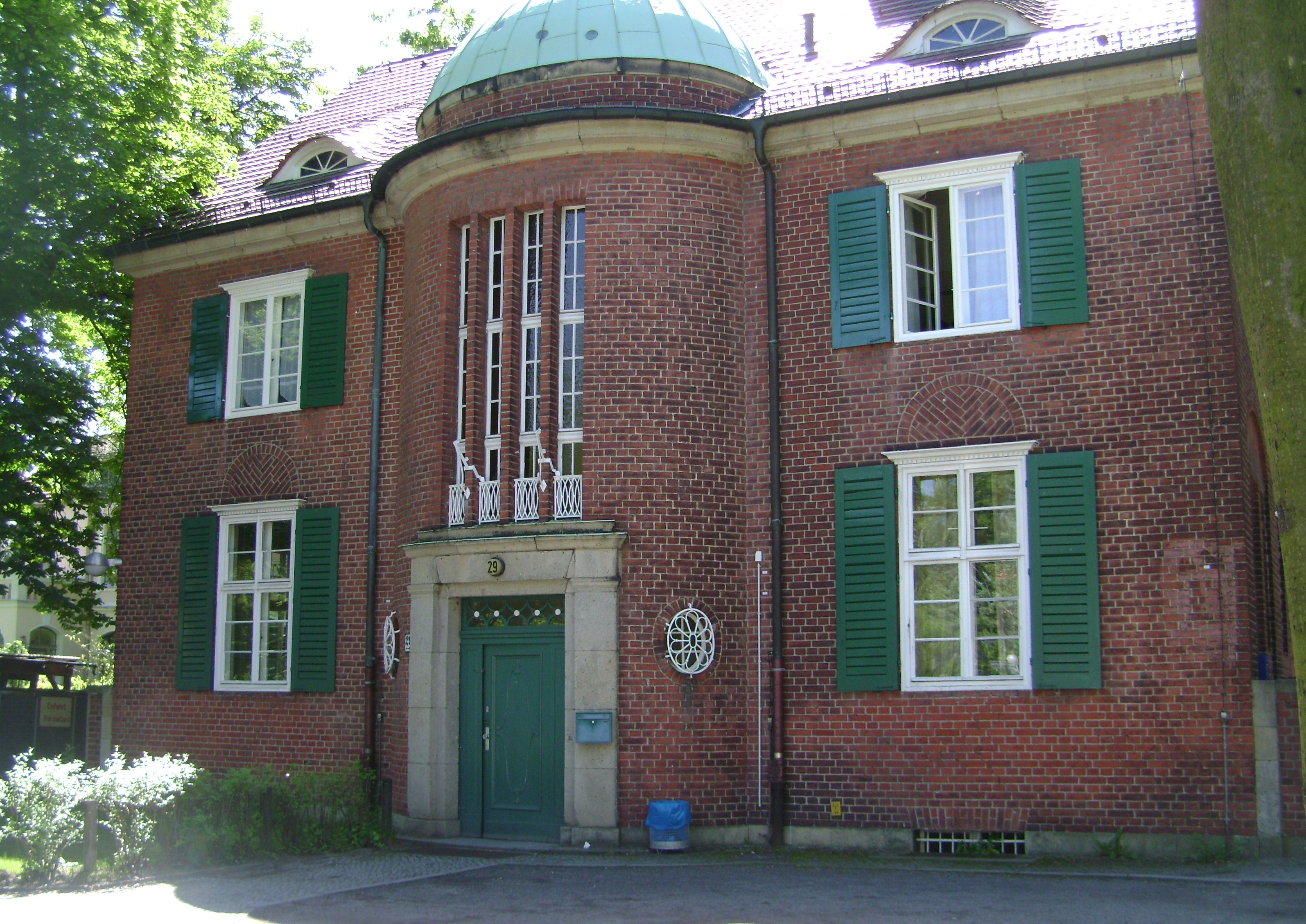
Direktorenwohnhaus des Schadow-Gymnasiums in Berlin-Zehlendorf (1912–1913)
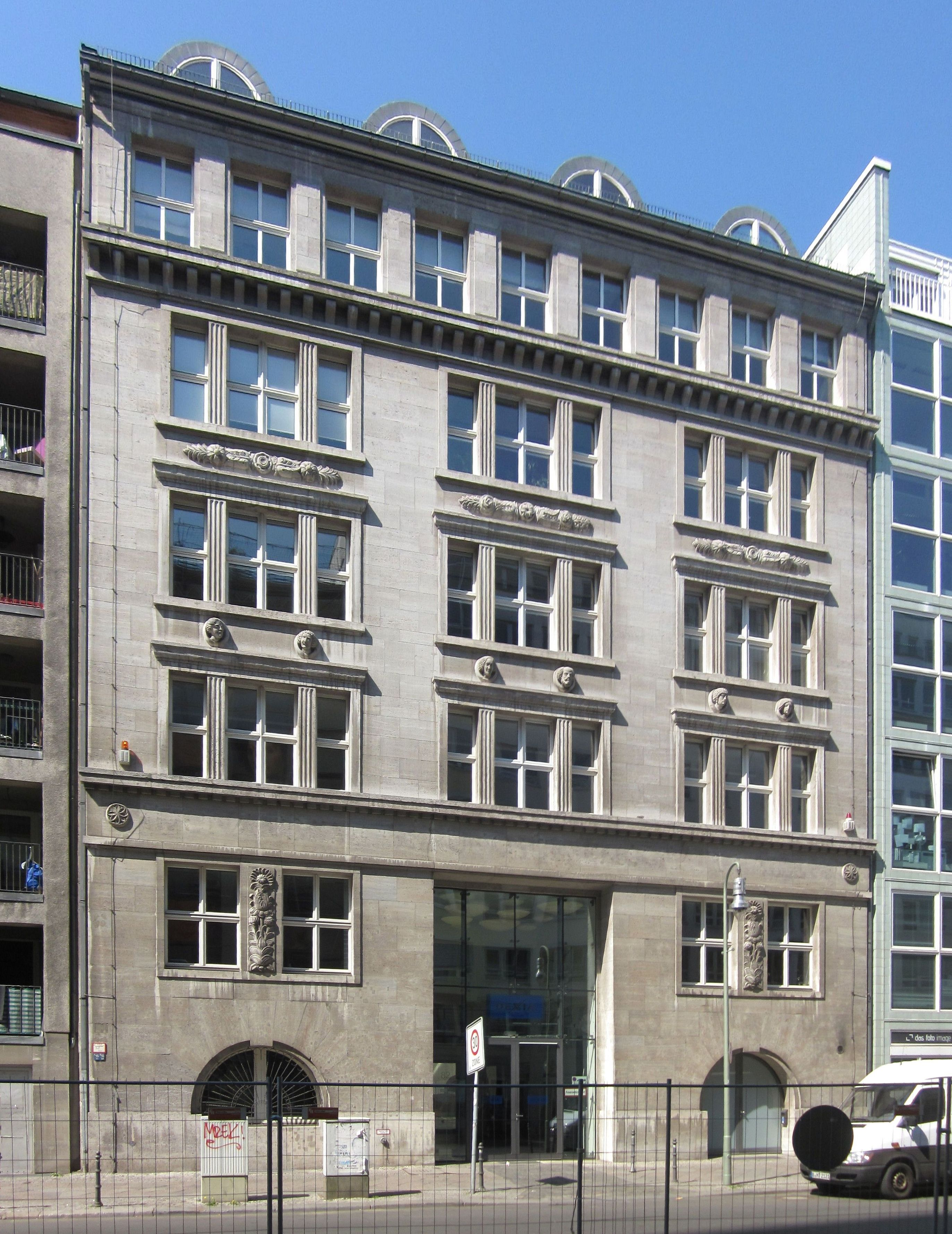
Geschäftshaus der Iduna-Versicherung in Berlin-Kreuzberg (1913)
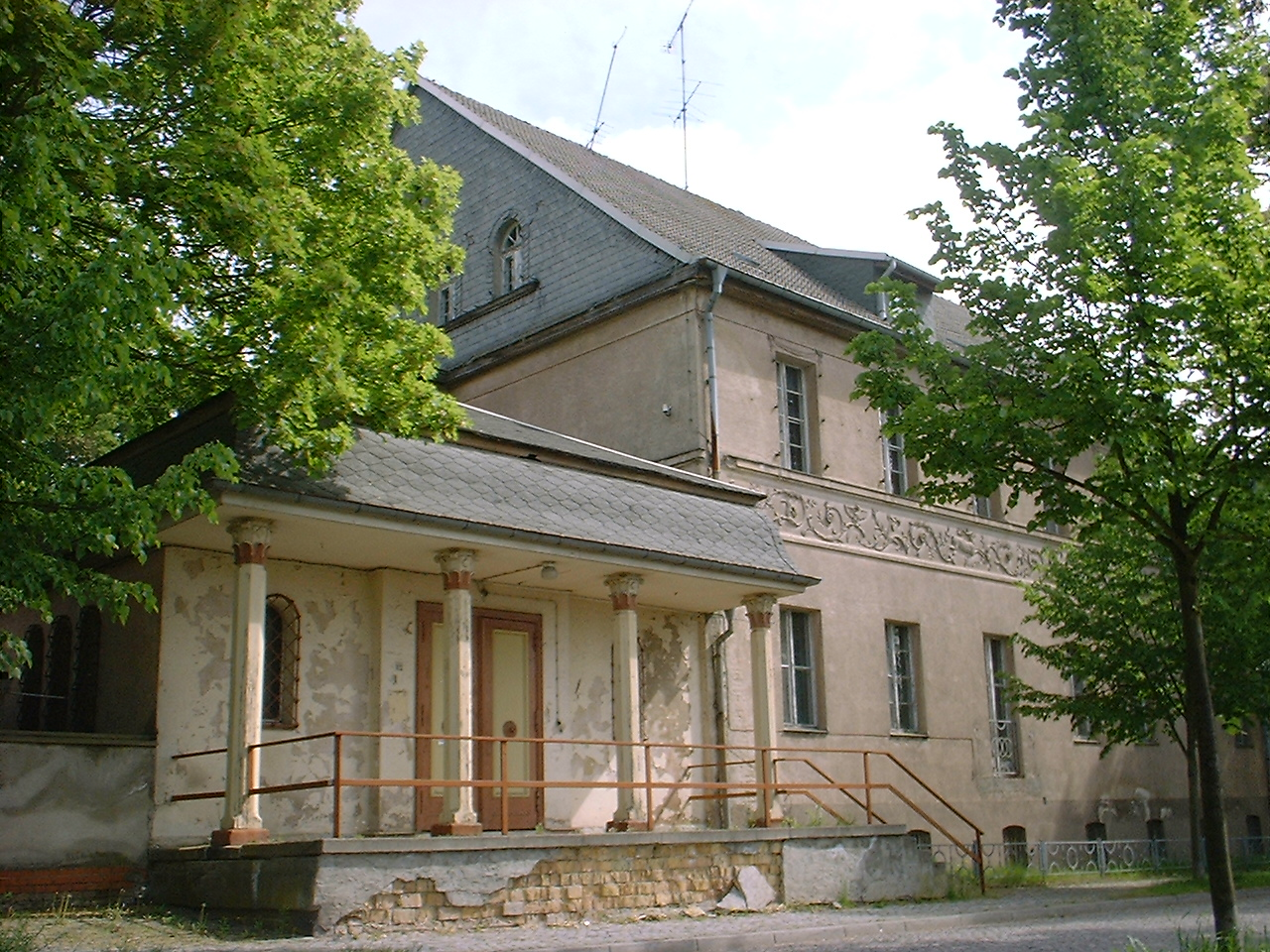
Villa Hirsch in der Messingwerksiedlung in Eberswalde-Finow (nach 1913)
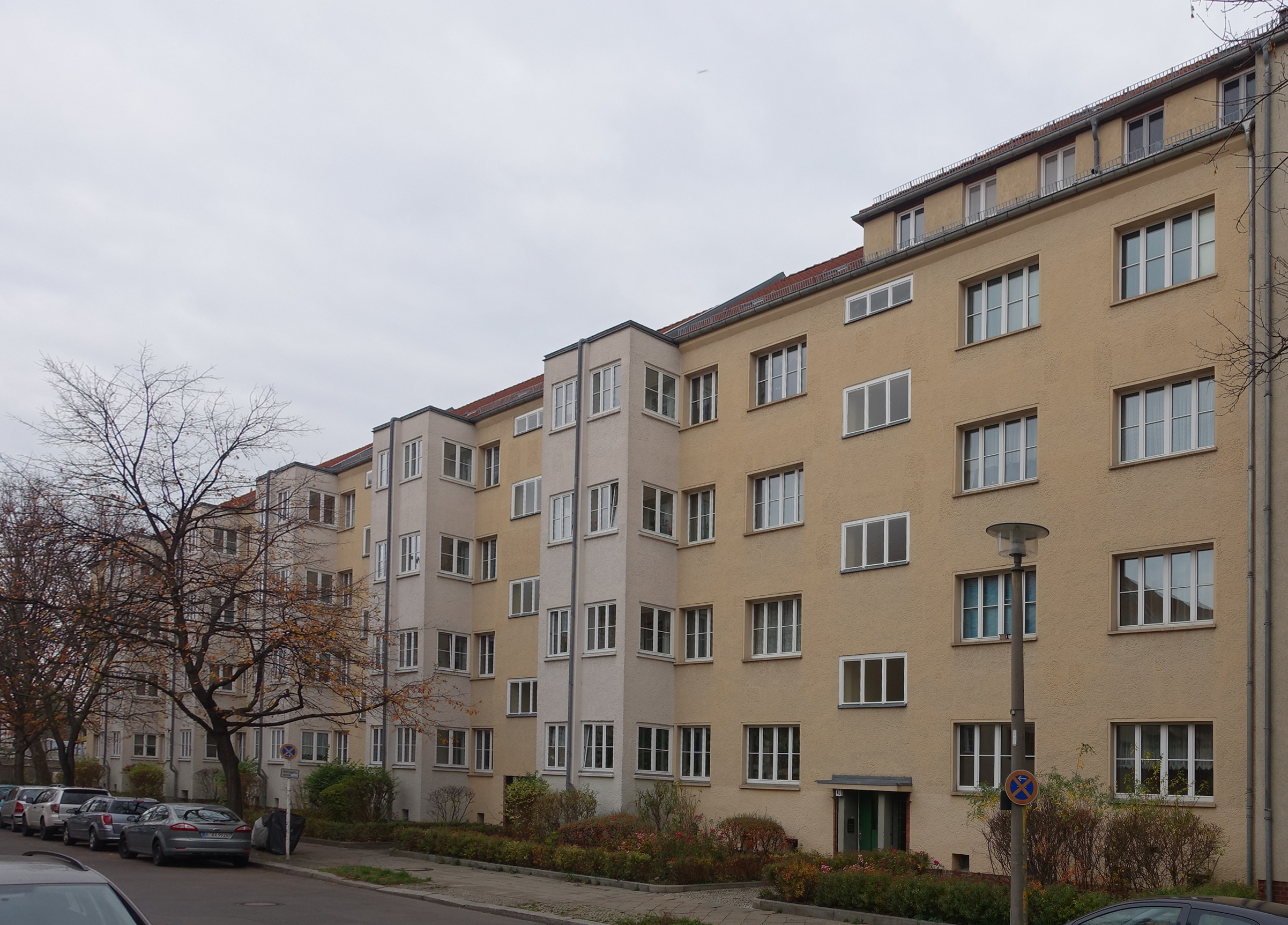
Granitzstraße 21–24 in Berlin-Pankow (um 1925)
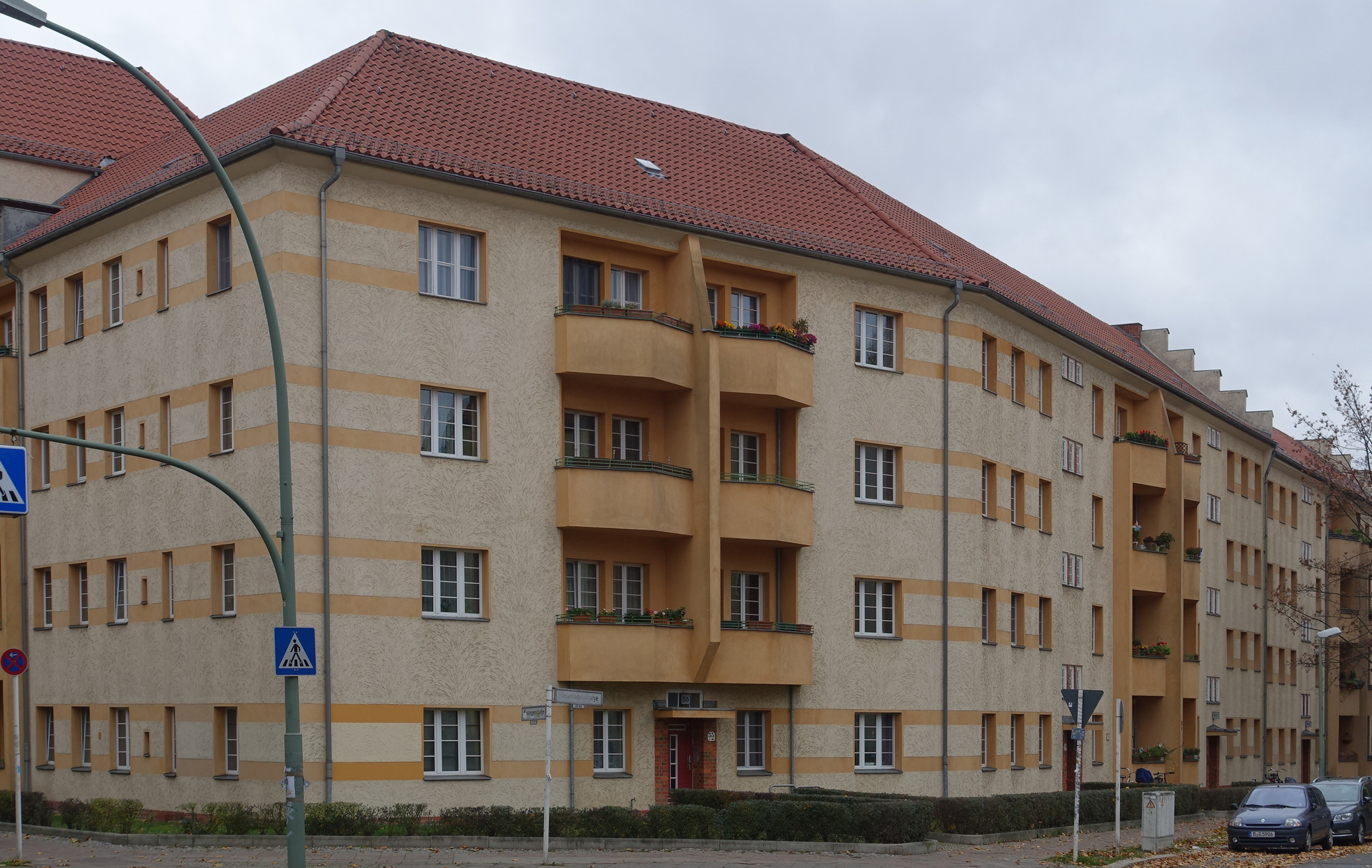
Kissingenstraße 35–36 in Berlin-Pankow
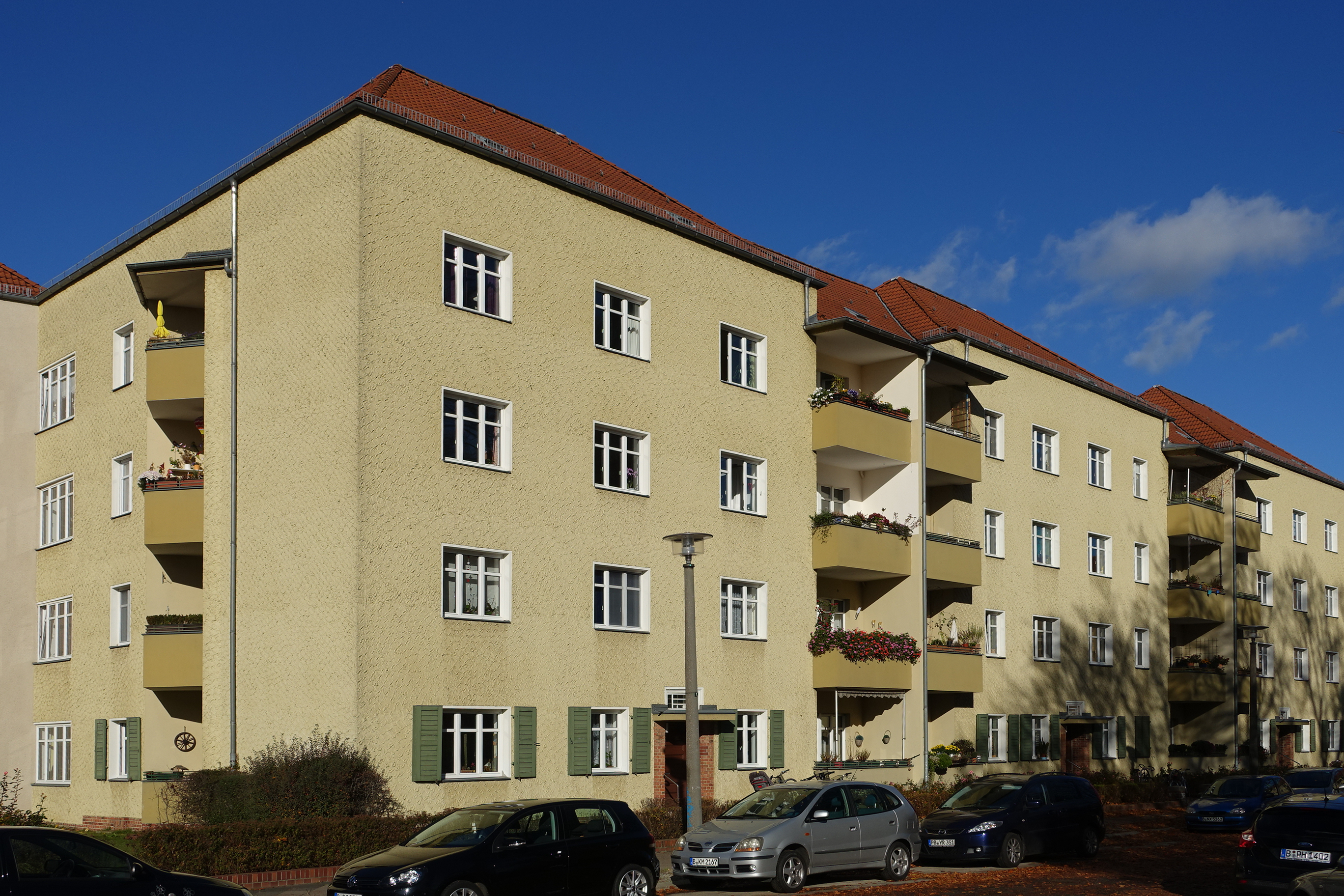
Kissingenplatz 11–13 in Berlin-Pankow
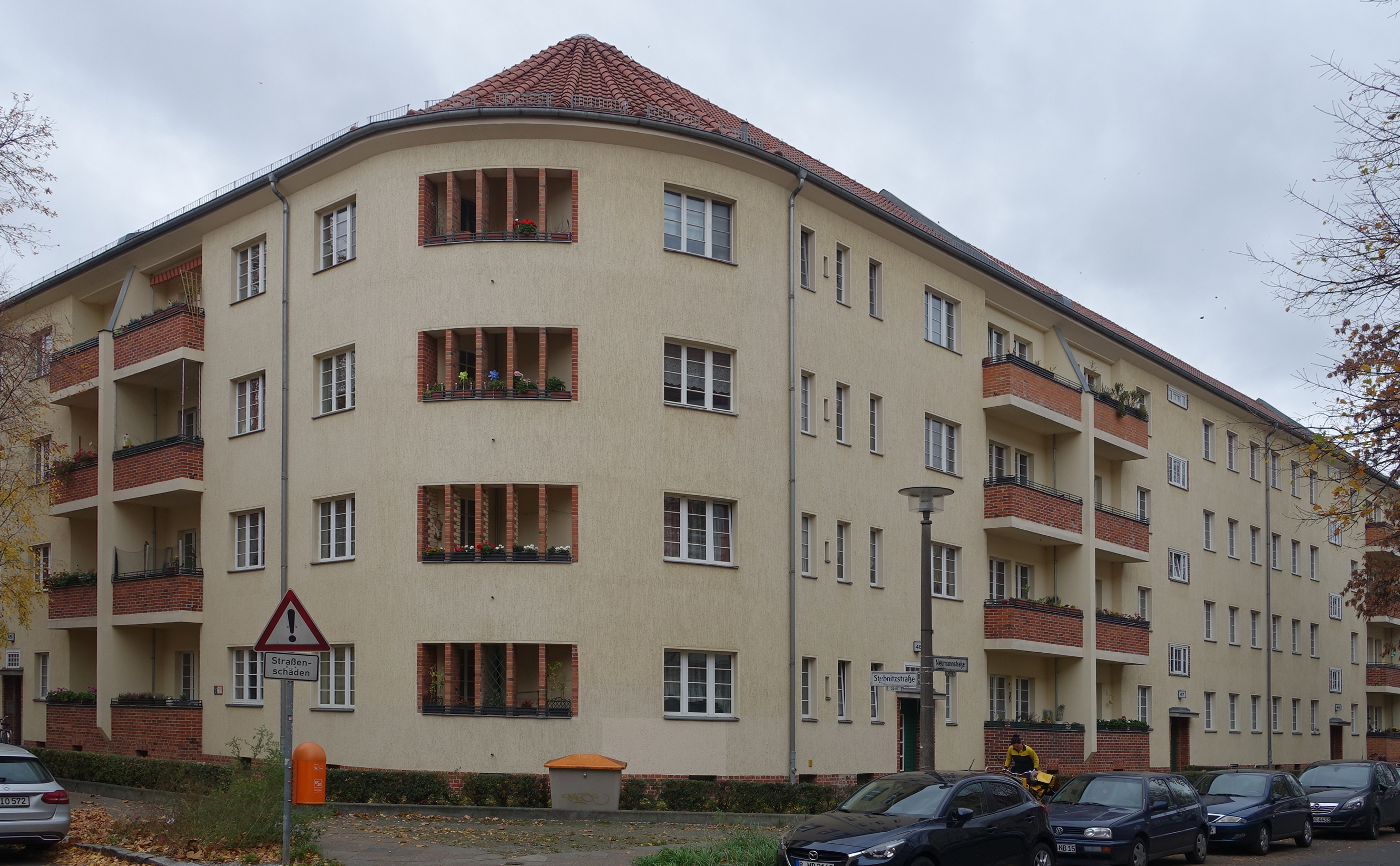
Granitzstraße 9–20 in Berlin-Pankow
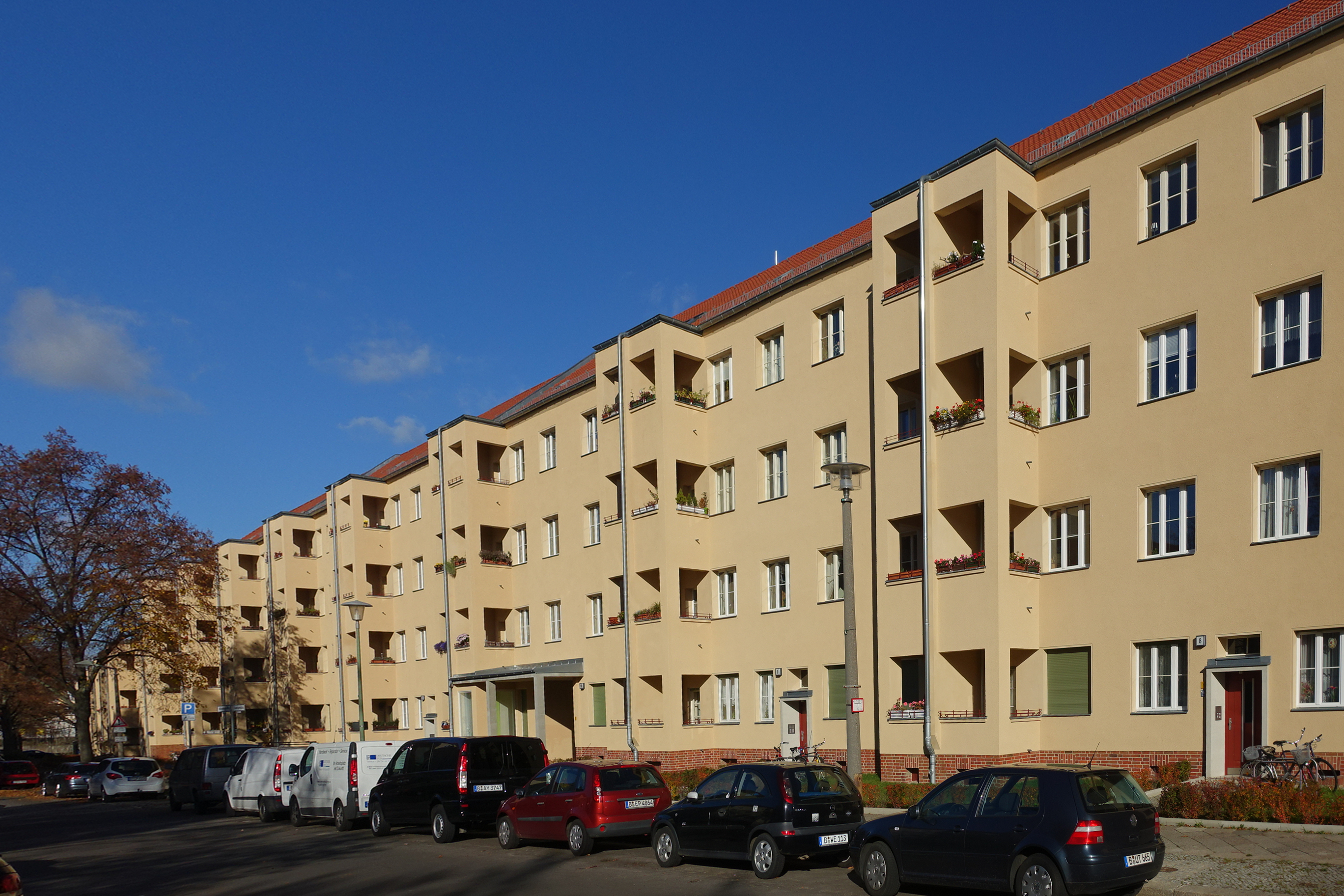
Kissingenplatz 8–10 in Berlin-Pankow
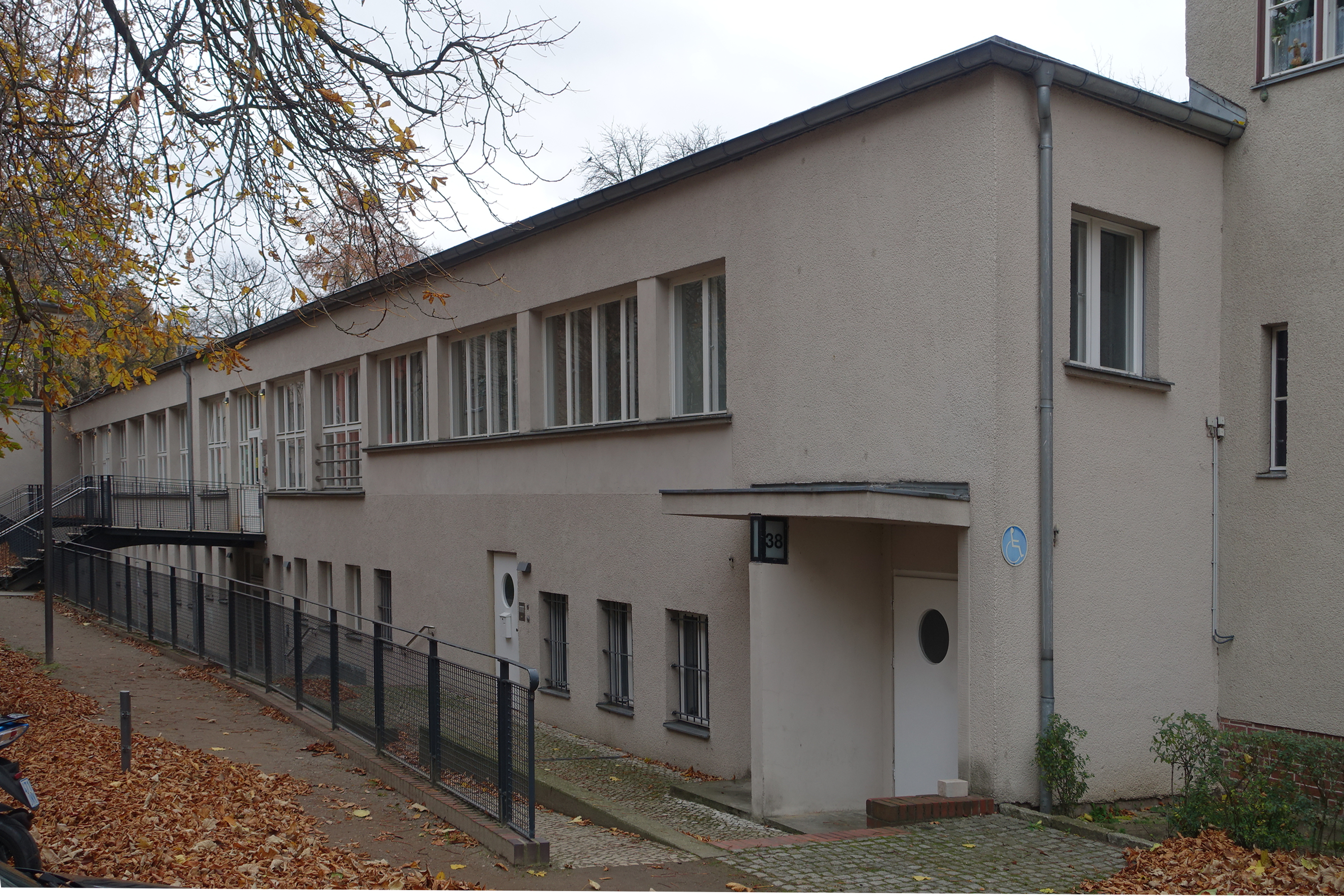
Kinderheim in Berlin-Pankow
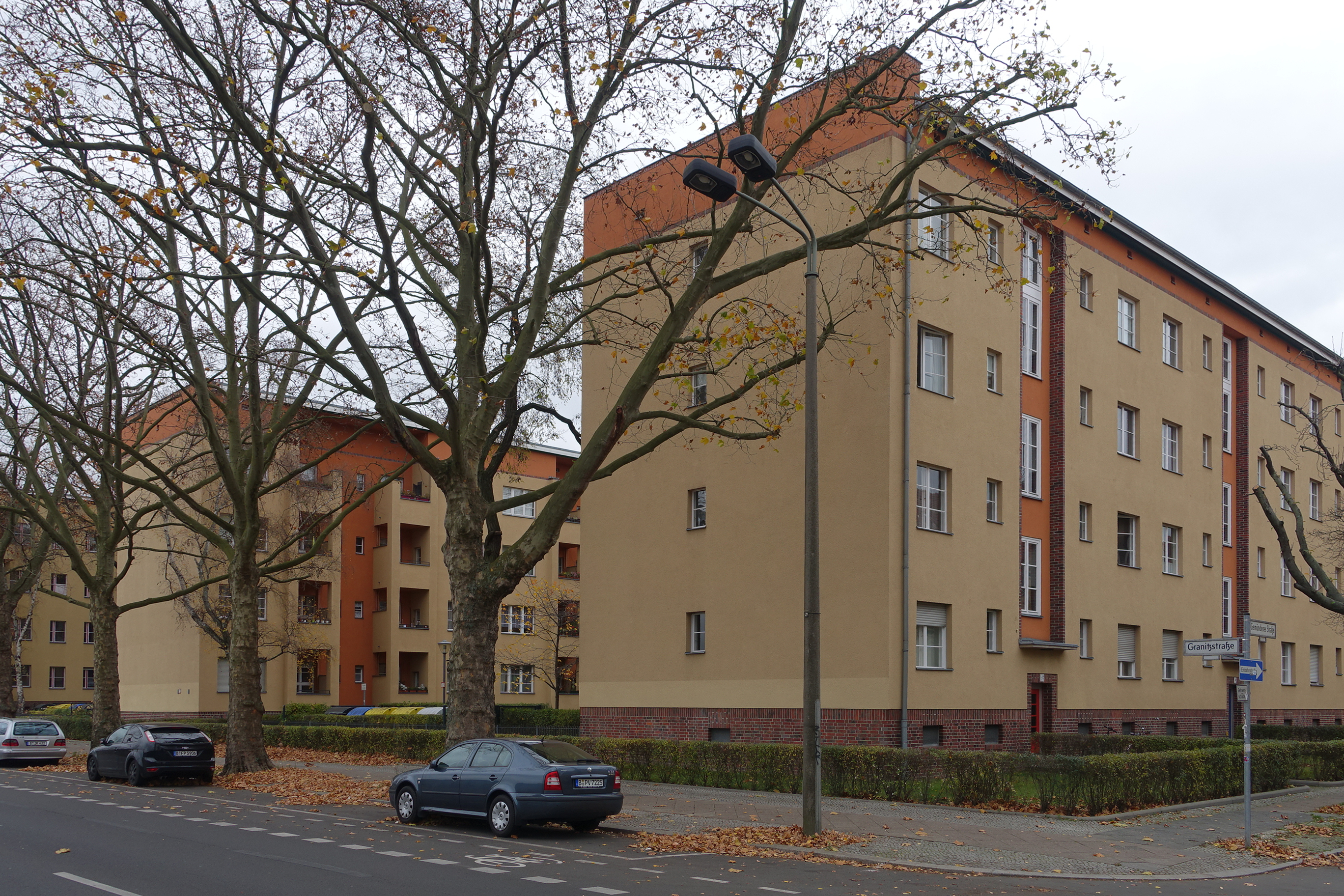
Granitzstraße 29–32 in Berlin-Pankow
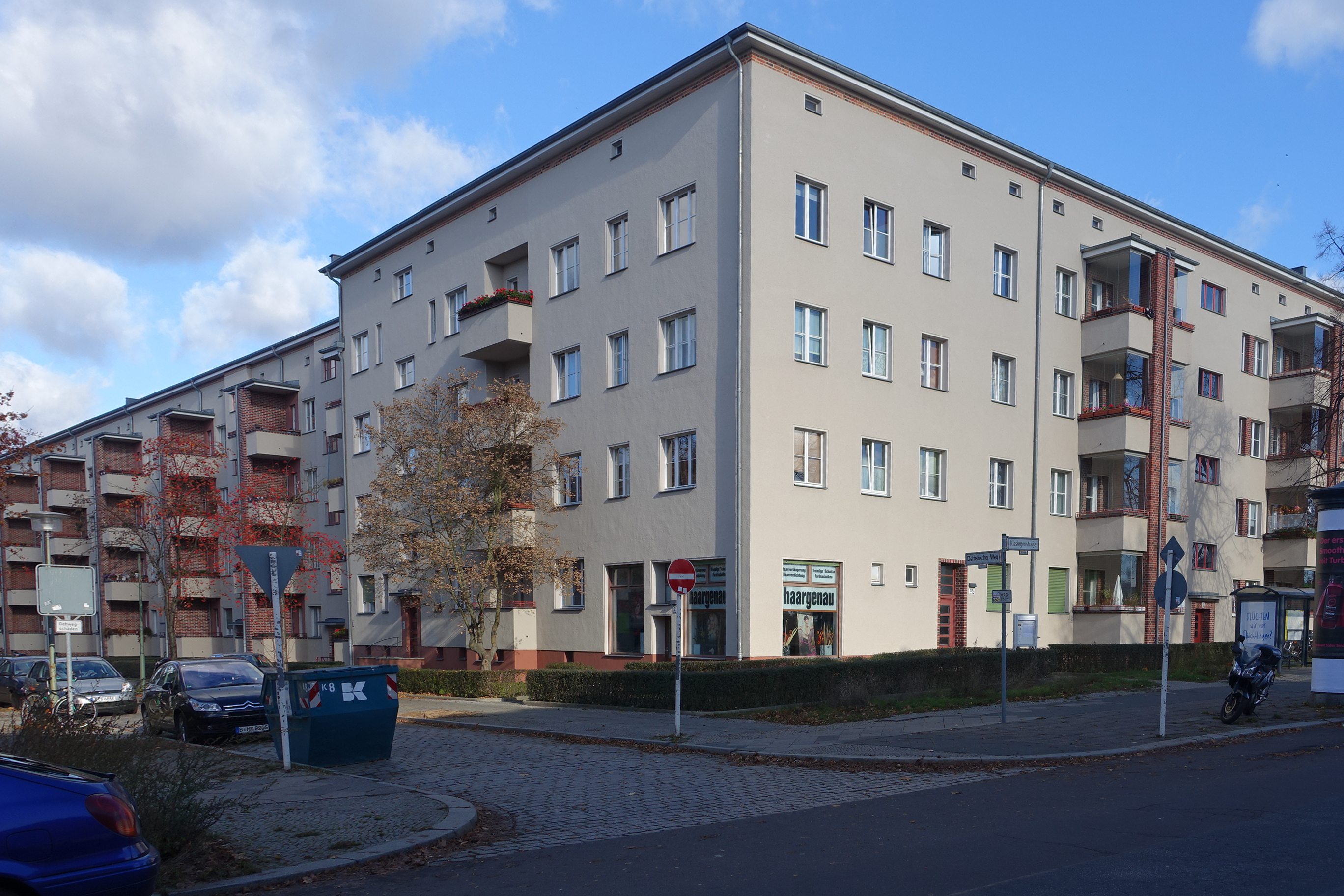
Dettelbacher Weg 2–26 in Berlin-Pankow (1931–1932)
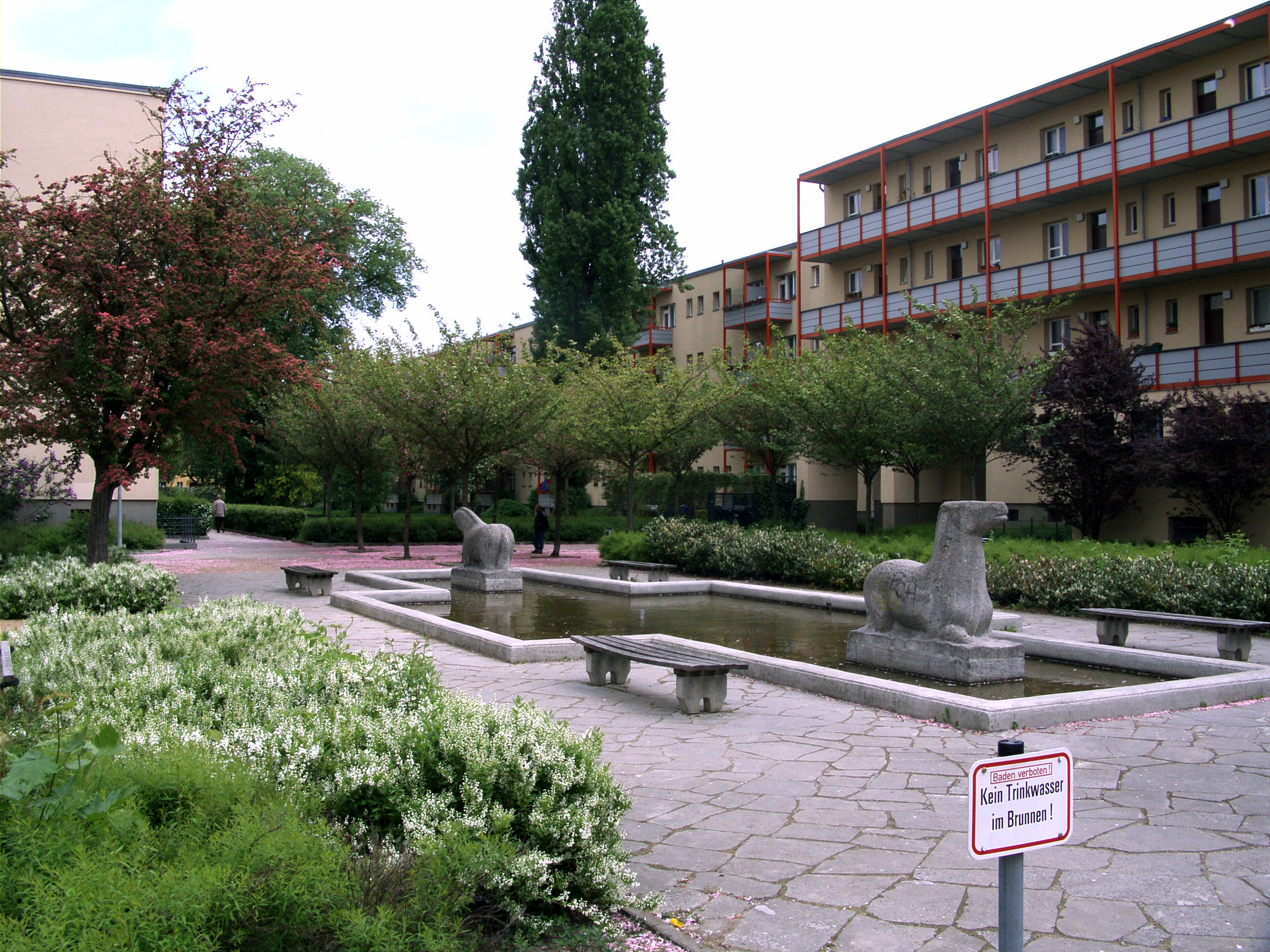
Flußpferdhof in Berlin-Alt-Hohenschönhausen (1932–1934)

## Werk

### Bauten und Entwürfe
Mebes’ Entwürfe fanden zu Beginn des 20. Jahrhunderts im europäischen Wohnungs- und Städtebau große Beachtung. Er gehörte zu den Vorreitern der offenen Wohnsiedlungen vor dem Ersten Weltkrieg. Die bis dahin vorherrschende Blockrandbebauung mit Hinterhäusern lehnte er vehement ab. Besonders prägnant waren seine Entwürfe im Geschosswohnungsbau für den Beamten-Wohnungs-Verein zu Berlin und die Krochsiedlung in Leipzig.
Die Tätigkeit Mebes’ lässt sich in drei Perioden unterteilen: die Frühphase (1909–1918), eine expressive Phase (1918–1924) und die bis zu seinem Tod andauernde sachliche Phase (1925–1938).
Die Frühphase war geprägt durch Bemühungen, von der traditionellen Berliner Architektur des Historismus, also von überladenen Stuckfassaden, überschwänglicher Pracht und wahllosem Eklektizismus wegzukommen. Mebes versuchte „Bescheidenheit, Sachlichkeit und Schönheit“ in seinen Bauten zu verwirklichen. Dabei bediente er sich durchaus bei tradierten Stilen: Er orientierte sich insbesondere an der Architektur des 18. Jahrhunderts. Besonders häufig finden sich klassizistische Details, auch Formen des norddeutschen bzw. niederländischen (schlichten) Barock treten auf; sogar frühgotische Formen finden sich. In der Gestaltung größerer Wohnanlagen wandte er sich von der traditionellen Blockbebauung ab – deren Extremformen mit dem Begriff „Mietskaserne“ kritisiert wurden – und löste die geschlossenen Strukturen durch Privatstraßen und Gartenanlagen auf. Er wurde so vor dem Ersten Weltkrieg einer der bedeutendsten Architekten des bürgerlichen Geschosswohnungsbaus.
In der expressiven Phase entstanden insbesondere Wohnbauten mit expressionistischen, aber sparsam verwendeten Elementen, wie starken Farbkontrasten (sich abwechselnde Backstein- und Putz-Flächen), spitz („kristallin“ im Sinne des Expressionismus) hervortretenden Treppenhäusern, Fenstern mit „dreieckigen“ gewinkelten Stürzen und teilweise auch aus der Burgenarchitektur entlehnten Maschikulis.
Ab der zweiten Hälfte der 1920er Jahre entstanden Bauten, die von der Architektur der Neuen Bauens beeinflusst sind und eine klare Nüchternheit aufweisen. Mebes, der die Ansprüche der Neuen Sachlichkeit, schon vor deren Aufkommen als Stil an sein Werk gestellt hatte, war nun weniger Vorreiter, sondern Vertreter des Stils. Auch bei Mebes bildete sich ab etwa 1924 ein einheitlicher Stil heraus. Er legte weniger Wert auf das Detail als früher, die Anlagen wirken aber immer noch ästhetisch geschlossen. Er arbeitet weiterhin mit Farbeffekten (verputzte Flächen / Ziegelmauerwerk), um z. B. Treppenhäuser und Fensterbänder hervorzuheben. Gut überlegte Wohnungsgrundrisse, Helligkeit und gute Belüftung der Wohnungen zeichnen diese Bauten aus.
- 1906–1907: Wohnbebauung am Planufer in Berlin-Kreuzberg
- 1906–1907: Wohnbebauung in Berlin-Schöneberg, nördlich des Rudolph-Wilde-Platzes (heute John-F.-Kennedy-Platz)
- 1907–1908: Wohnanlage Steglitz II für den Beamten-Wohnungsverein zu Berlin in Berlin-Steglitz, Fritschweg / Grillparzerstraße / Rückertstraße

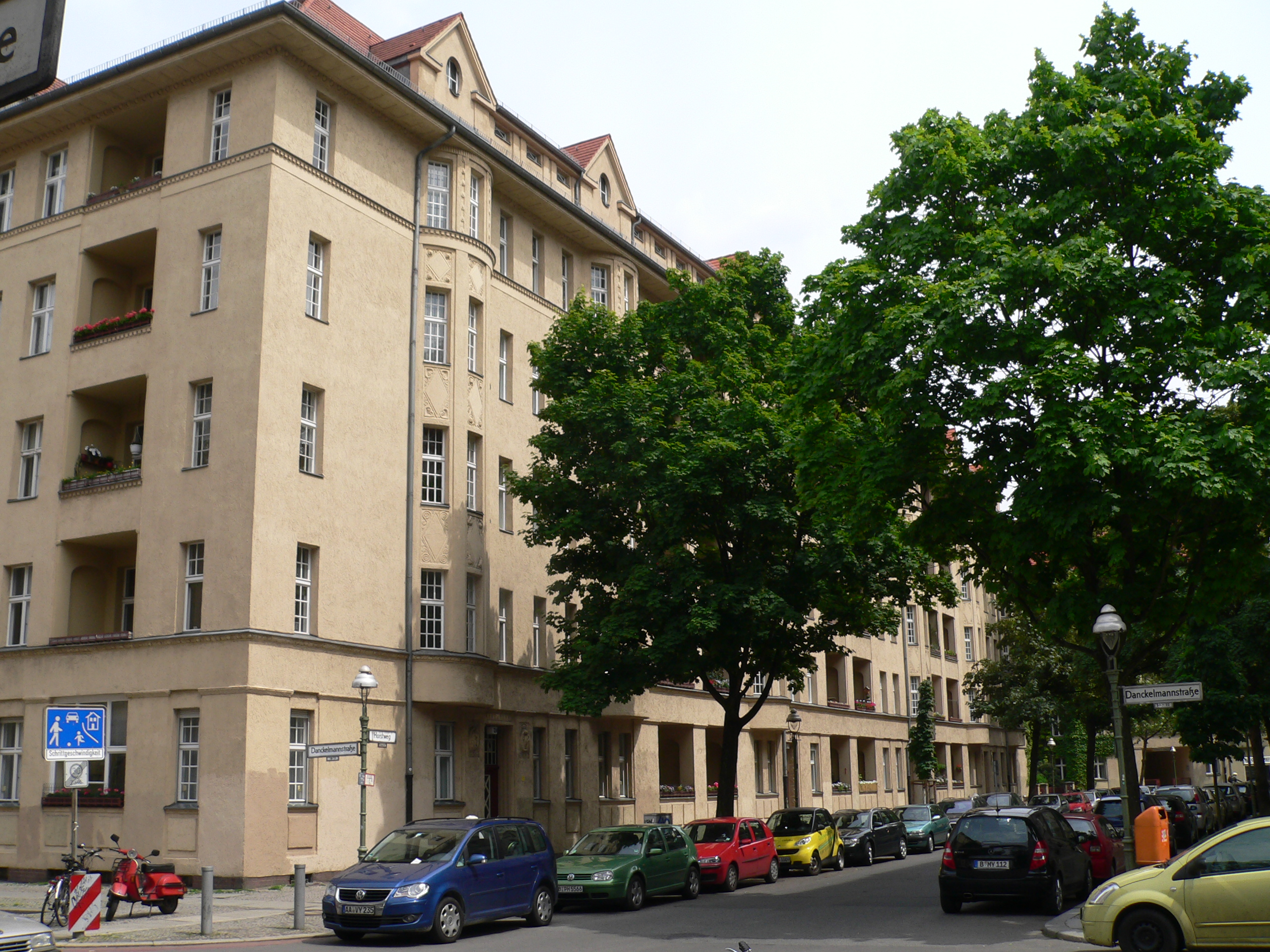
Horstweg in Berlin-Charlottenburg (1907–1910)

- 1907–1910: Wohnanlage Charlottenburg IIa und b für den Beamten-Wohnungsverein zu Berlin in Berlin-Charlottenburg, Horstweg / Danckelmannstraße / Wundtstraße / Vereinsweg
- 1908–1909: Wohnbebauung für den Beamten-Wohnungsverein zu Berlin in Berlin-Niederschönhausen, Grabbeallee / Paul-Franke-Straße
- 1909–1910: Wohnhäuser für den Beamten-Wohnungsverein zu Berlin in Berlin-Zehlendorf, Clayallee 289–303
- 1909–1910: Wohnanlage mit Vorgärten und Gartenhöfen in Berlin-Pankow, Wisbyer Straße 41–44A, Max-Koska-Straße 4–12, Spiekermannstraße 27–29, Talstraße 7–12[5]
- 1909–1914, 1921–1923: Siedlung Reichshof (heute Erbhof; mit 210 Wohnungen in vier Bauabschnitten) für den Beamten-Wohnungsverein Bochum in Bochum-Grumme, Herderallee / Wielandstraße / Erbhof / Am Erbhof[6] Lage
- vor 1910: Landhaus in Berlin-Zehlendorf, Riemeisterstraße[7]
- 1910–1912: 1. Bauabschnitt (mit elf Hausgruppen) der Gartenstadt Zehlendorf in Berlin-Zehlendorf, Camphausenstraße / Dallwitzstraße / Berlepschstraße / Thürstraße und Rotherstieg
- 1912: Wohnhaus Fahrenholtz in Magdeburg, Ortsteil Leipziger Straße, Jean-Burger-Straße 2

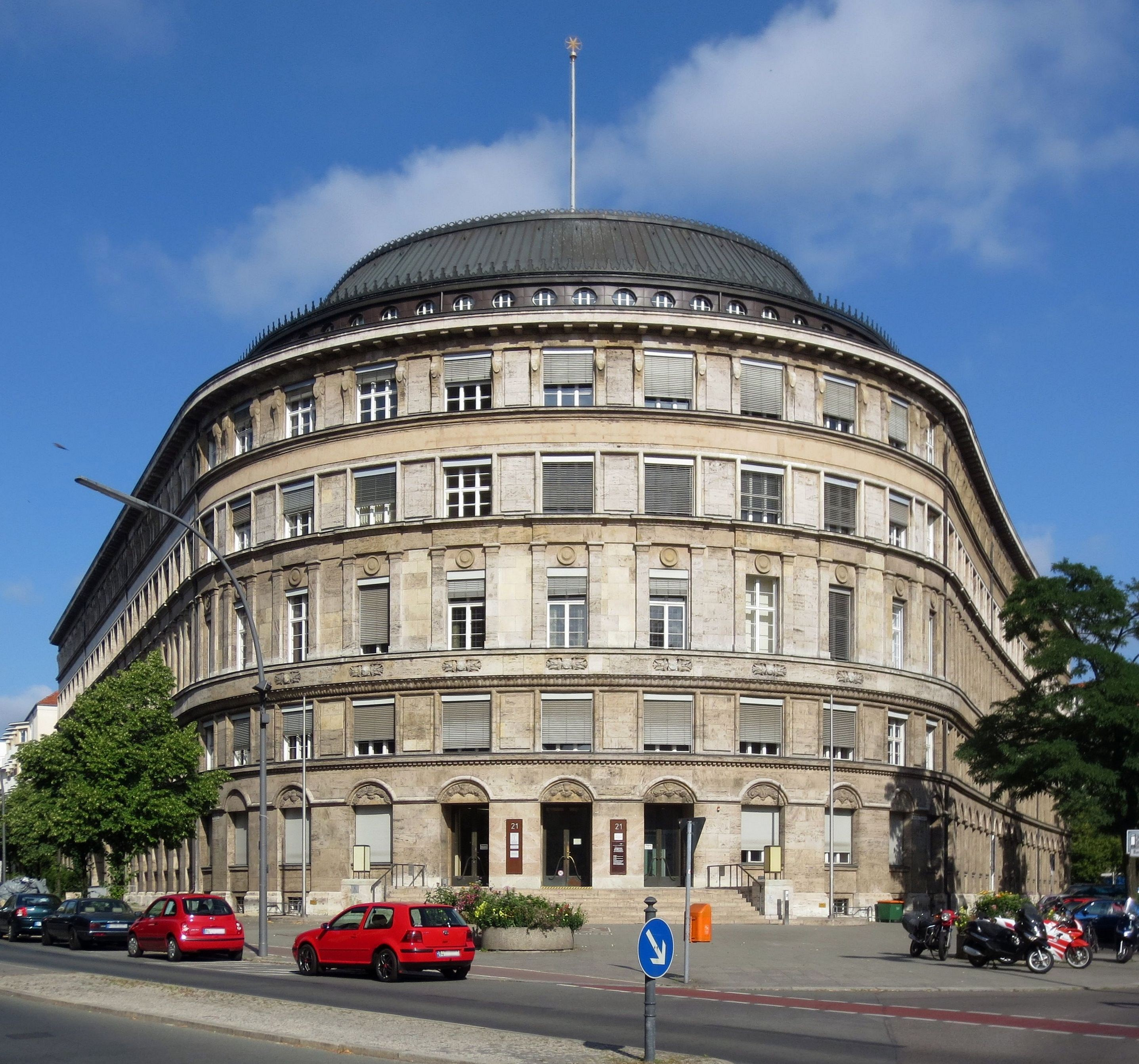
Nordsternhaus in Berlin-Schöneberg (1912–1914)

- 1912–1914: Nordsternhaus in Berlin-Schöneberg, Badensche Straße 2 / Nordsternplatz / Salzburger Straße 21–25 / Nordsternstraße
- 1913: Geschäftshaus der Iduna-Versicherung in Berlin-Kreuzberg, Charlottenstraße 82
- 1913–1929: „Messingwerksiedlung“ mit Wasserturm in Finow
- 1914: Schadow-Gymnasium in Berlin-Zehlendorf
- 1918–1922: Wohnanlage „Rechener Busch“ in Bochum-Wiemelhausen, Else-Hirsch-Straße 13–21, 18–20, 32–40 / Ottilie-Schoenewald-Straße 16–24, 21–27 / Dr.-Moritz-David-Straße 1–3 (120 Wohnungen, stark verändert)[6] Lage
- 1919–1921: 2. Bauabschnitt der Gartenstadt Zehlendorf (mit elf Hausgruppen) in Berlin-Zehlendorf, Thürstraße / Dallwitzstraße / Radtkestraße
- 1921–1923: 3. Bauabschnitt der Gartenstadt Zehlendorf (mit 108 Wohnungen) in Berlin-Zehlendorf, Schrockstraße / Berlepschstraße / Camphausenstraße
- 1921–1927: Wohnbebauung in Bochum-Wiemelhausen, Grolmannstraße 4–14, 11–17 / Kampmannstraße 4–22, 17–23 / Mulderpaßstraße 1–13 / Brinkmannstraße 5–9 / Friedrich-Harkort-Straße 21 (mit 200 Wohnungen)[6] Lage
- 1922: Wohnhaus für den Potsdamer Fabrikanten Richard Schweizer, Gregor-Mendel-Straße 24a[8]
- 1923: Doppelwohnhaus in Bochum-Wiemelhausen, Ostermannstraße 5–7 (zerstört)
- 1923–1925: Siedlung „Am Heidehof“ in Berlin-Schlachtensee[9]

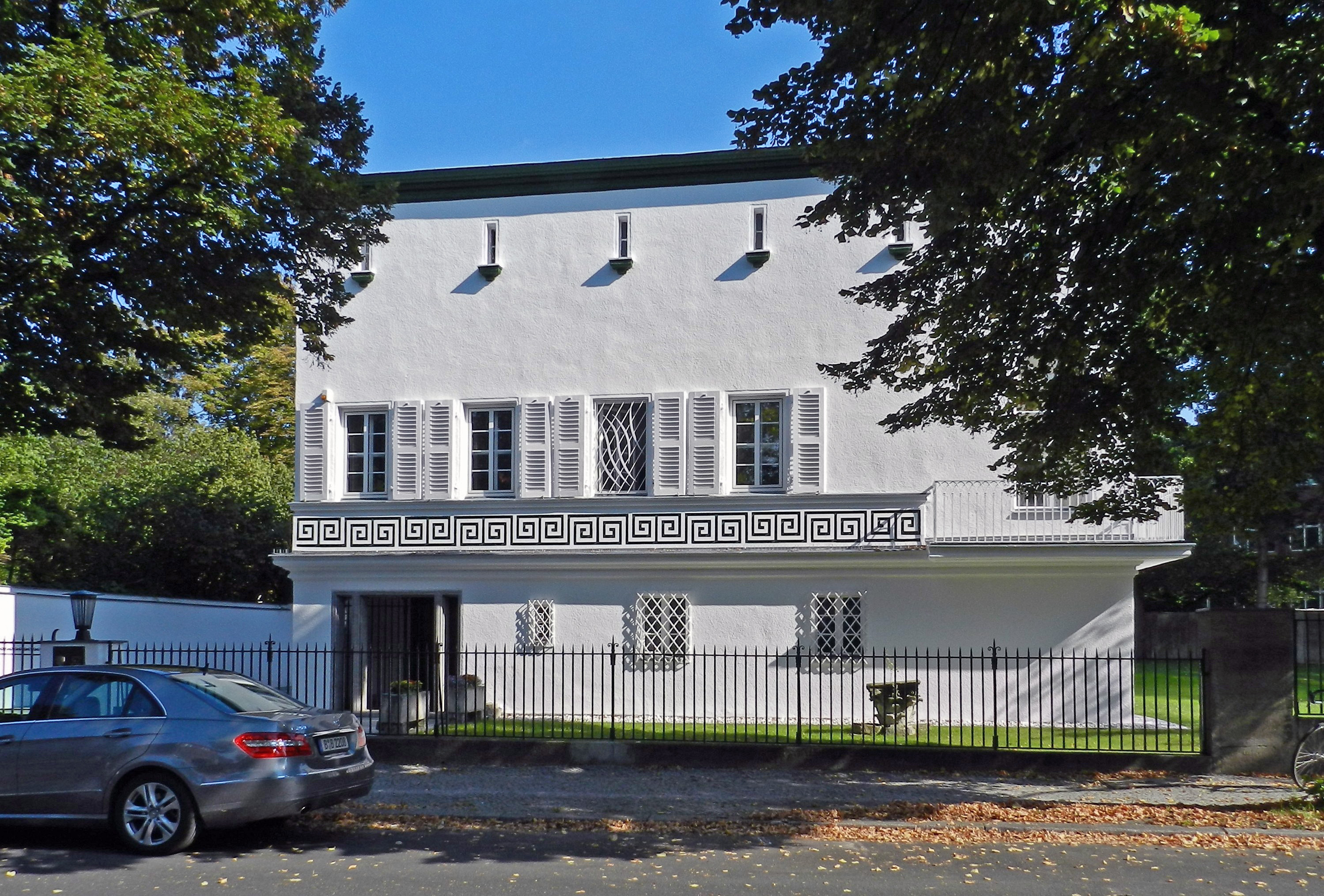
Binger Straße 51/52 in Berlin-Wilmersdorf (1924–1925)

- 1924–1925: Wohnhaus Riese in Berlin-Wilmersdorf, Binger Straße 51/52[10]
- 1924–1926: Wohnbebauung „Werrablock“ in Berlin-Neukölln
- um 1925: Wohnanlage mit Freiflächen in Berlin-Pankow, Granitzstraße 21–24 / Miltenberger Weg 11–16 / Neumannstraße 40–44A[11]
- 1925–1926: Wohnanlage mit Innenhof in Berlin-Pankow, Kissingenstraße 35–36 / Neumannstraße 49–55 / Stubnitzstraße 2–14[12]
- 1926: Wohnhäuser in Bochum-Hamme, Overdycker Straße 8–10 (zerstört)
- 1926: Wohnanlage in Berlin-Pankow, Kissingenplatz 11–13 / Miltenberger Weg 17–21 / Neumannstraße 35–39[13]
- 1926–1927: Wohnbebauung in Berlin-Friedrichsfelde, Lincolnstraße / Zachertstraße / Bietzkestraße / Eggersdorfer Straße / Einbecker Straße[14]
- 1926–1927: Wohnbebauung in Bochum-Wiemelhausen, Königsallee 160–164 (mit 36 Wohnungen)[6] Lage
- 1926–1927: Wohnanlage mit Freiflächen in Berlin-Pankow, Granitzstraße 9–20, Neumannstraße 45–48, Stubnitzstraße 15–24,[15]
- 1926–1929: Wohnbebauung in Bochum-Grumme, Heckertstraße 108–110, Starenweg 7–9[6] Lage
- 1926–1929: Wohnbebauung in Bochum-Wiemelhausen, Danziger Straße 1–11, 2–14, Thorner Straße 20–28, Drusenbergstraße 138 (130 Wohneinheiten)[6] Lage
- 1927: Hausgruppe in Bärendorf, Bochum-Weitmar, Graffring 39–49[6] Lage
- 1927–1928: Wohnbebauung in Berlin-Mitte, Osloer Straße 94–98
- 1926–1928: Wohnbebauung der GSW in Berlin-Schöneberg, Rubensstraße / Otzenstraße / Traegerstraße / Eisackstraße
- 1928–1930: Bergschule in Apolda
- 1928–1930: Wohnanlage in Berlin-Pankow, Gemündener Straße 1–41, Granitzstraße 25–28, Karlstadter Straße 1–7, Kissingenplatz 8–10, Kissingenstraße 28A–32, Miltenberger Weg 1–10[16]
- 1929–1930: Wohnbebauung in Bochum-Grumme, Alexandrinenstraße 6–24, Teylestraße 18–25[6] Lage
- 1929–1930: Krochsiedlung in Leipzig-Gohlis
- 1929–1932: Friedrich-Ebert-Siedlung in Berlin-Wedding
- um 1930: Kinderheim mit Zentralwäscherei in Berlin-Pankow, Granitzstraße 38/38A[17]
- 1930–1931: Wohnanlagen „Birkenhof“, „Kastanienhof“ und „Tannenhof“ mit Freiflächen in Berlin-Pankow, Granitzstraße 29–32, 34–37, 39–42 / Dettelbacher Weg 27–51 / Gemündener Straße 24–42 / Karlstadter Straße 20–40, 42–44 / Retzbacher Weg 62–84, 86 / Zeiler Weg 1–15, 21 (gemeinsam mit Jacobus Goettel)[18]

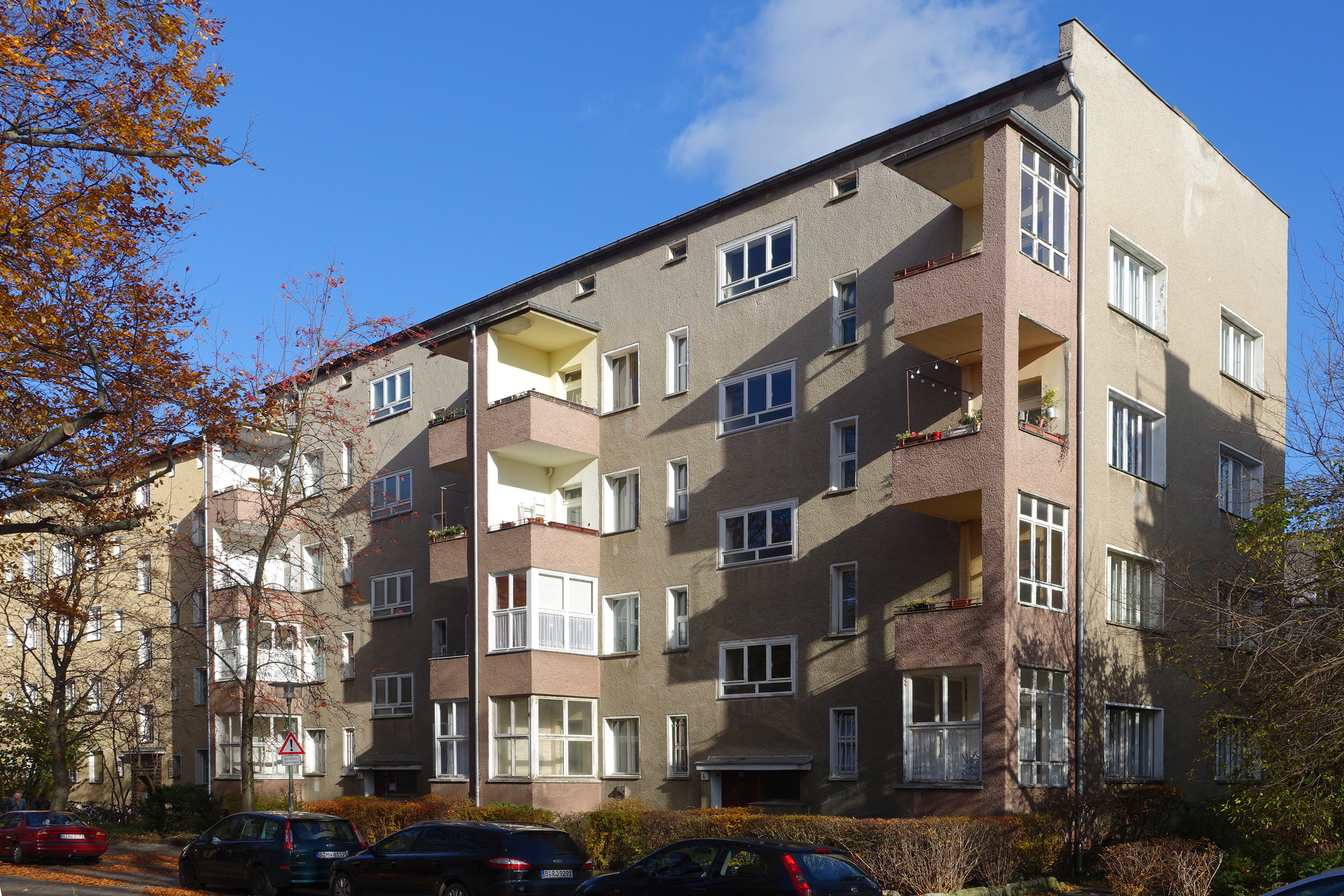
Karlstadter Straße 4–6 in Berlin-Pankow (1930–1931)

- 1930–1931: Wohnanlage in Berlin-Pankow, Karlstadter Straße 4–6 / Kissingenstraße 28A–29A / Retzbacher Weg 39–47[19]
- 1930–1934: „feuer- und rauchlose Siedlung“ in Berlin-Steglitz, Steglitzer Damm
- 1931–1935: Reichsforschungssiedlung Haselhorst in Berlin-Spandau-Haselhorst (Städtebaukonzeption Fréd Forbat, Mebes gehörte nach 1933 definitiv weiterhin dem dreiköpfigen Fachbeirat der gleichgeschalteten kommunalen Gewobag an und war zugleich selbst als Architekt aktiv)
- 1931–1932: Wohnanlage in Berlin-Pankow, Dettelbacher Weg 2–26 / Kissingenstraße 25–25A / Prenzlauer Promenade 116–128 / Zeiler Weg 28–44[20]
- 1932–1934: Wohnbebauung Flußpferdhof in Berlin-Alt-Hohenschönhausen, welche sich zwischen der Simon-Bolivar-Straße 12a, 13,13a, 42a–42h. 43a–43e (Südwest), der Goeckestraße 11–23 (Südost), der Strausberger Straße (Nordost) und der Große-Leege-Straße 68–82 (Nordwest) erstreckt.
- 1934–1935: Verwaltungsgebäude der Feuersozietät der Provinz Brandenburg in Berlin-Tiergarten, Am Karlsbad
- 1936–1938: Bürogebäude für die Repräsentanz der Friedrich Krupp AG in Berlin-Tiergarten, Tiergartenstraße 30/31 (heute Canisius-Kolleg)
- 1936–38 Komplett-Bebauung dreier Mietwohnungs-Baublöcke, direkt südlich der Werke von Rheinmetall-Borsig (Alkett & Maget), nördlich damaliger Berliner Gasanstalt VI[21], beiderseits der Biedenkopfer Straße (zwischen Egellsstr. und Namslaustr.) in Tegel-Süd im Heimatschutz-Baustil für die kommunale (ab Mai 1933 gleichgeschaltete) Gewobag – zugleich bebaute die Wohnungsfürsorgegesellschaft Berlin (ab 1937 zur GSW  fusioniert) eine über 1 km lange Bauflucht südlich der Bernauer Straße und der kommunalen Gasanstalt. Beides diente offenbar der Ansiedlung von qualifizierter Rüstungsfacharbeiterschaft (denkmalgeschützte Alkett-Fertigungsstätte, westlich in der Namslaustraße, wurde zeitgleich errichtet).

### Schriften
- Paul Mebes (Hrsg.): Um 1800. (2 Bände) 1908 (Digitalisat)
- Paul Mebes (Hrsg.), Walter Curt Behrendt (Bearb.): Um 1800. Architektur und Handwerk im letzten Jahrhundert ihrer traditionellen Entwicklung. F. Bruckmann, München 1918 (als 2. Auflage bezeichnet)